# AGM-88G AARGM-ER
AGM-88G AARGM-ER – (Advanced Anti-Radiation Guided Missile-Extended Range) opracowany i produkowany przez Northrop Grumman amerykański rakietowy pocisk przeciwradarowy o przedłużonym zasięgu, przeznaczony do niszczenia celów powierzchniowych, w tym zwłaszcza naziemnych stacjonarnych i mobilnych stacji radarowych.

## Geneza
Marynarka amerykańska ogłosiła zapoczątkowanie rozwoju nowego pocisku przeciwradarowego w 2016, który miał powstać przez dalszy rozwój pocisku AGM-88E AARGM. Oficjalnie program został uruchomionu w 2017 roku, zaś prace rozwojowe zostały rozpoczęte w marcu 2019 roku. W lutym 2020 roku rozpoczęto przegląd projektu, zaś testy odbyły się w roku 2021. W lipcu 2021 roku nowy pocisk skierowano do produkcji wstępnej, zaś kontrakt produkcyjny został zawarty z Northropem Grummanem w grudniu 2021 roku.

## Konstrukcja
AARGM-ER jest odpalanym z platform lotniczych pociskiem przeciwradarowym o przedłużonym zasięgu (ER – extended range). Celem zmieszczenia pocisku w wewnętrznych komorach uzbrojenia samolotów Lockheed Martin F-35, długość pocisku nie przekracza 420 cm, średnica zaś 24 cm. Celem też zmieszczenia w komorach, zrezygnowano z klasycznych skrzydeł pocisku, zastępując je skrzydłami pasmowymi. Napęd pocisku zapewniany jest przez silnik rakietowy na paliwo stałe. Układ naprowadzania pocisku oparty jest na pasywnym sensorze wykrywającym emitowane sygnały radarowe, konstrukcja pocisku uwzględnia jednak taktykę działania obsługi radarów bojowych, i w przypadku wyłączenia przez nią emisji, pocisk przy pomocy INS/GPS naprowadza się na ostatnią znaną lokalizację nadajnika, w fazie zaś terminalnej naprowadzanie wspomagane jest przez aktywny radar milimetrowy pocisku, co ułatwia również trafienie w cel który zmienił swoją pozycję lub znajduje się w ruchu.
AARGM-ER może być używany w trzech trybach pracy – po zaprogramowaniu celu albo rejonu poszukiwań przed startem samolotu na ziemi, samodzielnym poszukiwaniu celu przez sensory pocisku w trakcie lotu samolotu i sygnalizacji pilotowi wykrycia celu oraz gotowości pocisku do ataku. W trzecim zaś trybie, cel wykrywany jest przez sensory samolotu, po czym dane o celu przekazywane są do pocisku przed jego odpaleniem. W tym celu pocisk wyposażony jest w sensory wykrywające emisję fal radarowych, układ naprowadzania bezwładnościowego z korekcją GPS oraz własny radar.

## Sprzedaż zagraniczna
Pierwszym zagranicznym nabywcą pocisku była Australia, która lutym 2023 roku dokonała zamówienia na 63 pociski AGM-88G AARGM-ER i związane z nimi wyposażenie za szacunkową cenę 506 mln dolarów, w październiku zaś 2023 roku Finlandia zamówiła 150 pocisków za kwotę 500 mln dolarów. W kwietniu 2024 roku Polska dokonała zakupu 360 pocisków AGM-88G AARGM-ER za 1,27 mld dolarów, Holandia natomiast 265 pocisków za 700 mln dolarów.